# پینگا (روسیه)

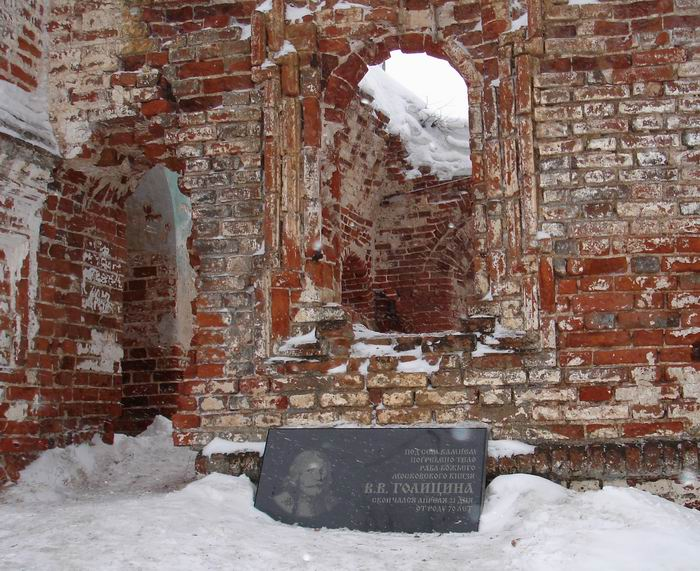
کوه سرخ. منطقه Pinezh 15 کیلومتر از Pinegi

پینگا (به لاتین: Pinega) یک منطقهٔ مسکونی در روسیه است که در استان آرخانگلسک واقع شده‌است.